# Space Cakes
A Space Cakes egy EP Alanis Morissette-től. 1995-ben, Japánban jelent meg. Az EP-n akusztikus felvételek találhatók a harmadik albumáról, a Jagged Little Pillről.

## Dallista
1. Head over Feet
2. Right Through You
3. Forgiven
4. Perfect
5. Not the Doctor
6. You Learn